# Botnhøgdene
Botnhøgdene är en bergstopp i Antarktis. Den ligger i Östantarktis. Norge gör anspråk på området. Toppen på Botnhøgdene är 1 028 meter över havet.
Terrängen runt Botnhøgdene är huvudsakligen platt, men västerut är den kuperad. Terrängen runt Botnhøgdene sluttar norrut. Trakten är obefolkad. Det finns inga samhällen i närheten.